# Płazy Salwadoru
Płazy Salwadoru – przedstawiciele gromady płazów występujący w Salwadorze. Według AmphibiaWeb zarejestrowano w tym państwie 29 gatunków płazów z dwóch rzędów – bezogonowych i ogoniastych. Nie stwierdzono natomiast występowania płazów beznogich.

## Caudata

### Plethodontidae
| Gatunek                 | Status IUCN |  |
| Bolitoglossa heiroreias |             |  |
| Bolitoglossa salvinii   |             |  |
| Bolitoglossa synoria    |             |  |
| Oedipina taylori        |             |  |

## Anura

### Bufonidae
| Gatunek              | Status IUCN |  |
| Incilius canaliferus |             |  |
| Incilius coccifer    |             |  |
| Incilius luetkenii   |             |  |
| Rhinella marina      |             |  |

### Centrolenidae
| Gatunek                        | Status IUCN |  |
| Hyalinobatrachium fleischmanni |             |  |

### Craugastoridae
| Gatunek             | Status IUCN |  |
| Craugastor rhodopis |             |  |

### Dermophiidae
| Gatunek             | Status IUCN |  |
| Dermophis mexicanus |             |  |

### Hylidae
| Gatunek                      | Status IUCN |  |
| Agalychnis moreletii         |             |  |
| Dendropsophus robertmertensi |             |  |
| Exerodonta catracha          |             |  |
| Plectrohyla glandulosa       |             |  |
| Plectrohyla guatemalensis    |             |  |
| Plectrohyla psiloderma       |             |  |
| Plectrohyla sagorum          |             |  |
| Ptychohyla euthysanota       |             |  |
| Ptychohyla salvadorensis     |             |  |
| Scinax staufferi             |             |  |
| Smilisca baudinii            |             |  |

### Leptodactylidae
| Gatunek                   | Status IUCN |  |
| Engystomops pustulosus    |             |  |
| Leptodactylus fragilis    |             |  |
| Leptodactylus melanonotus |             |  |

### Microhylidae
| Gatunek            | Status IUCN |  |
| Gastrophryne usta  |             |  |
| Hypopachus barberi |             |  |

### Ranidae
| Gatunek       | Status IUCN |  |
| Rana maculata |             |  |

### Rhinophrynidae
| Gatunek               | Status IUCN |  |
| Rhinophrynus dorsalis |             |  |

Źródło: AmphibiaWeb